# Dani Jensen
Dani Jensen (California, 26 de diciembre de 1987) es una actriz pornográfica estadounidense.

## Biografía
Dani entró en la industria del cine porno en 2008, habiendo aparecido desde entonces en más de 150 films. Conjuntamente con la actriz erótica Chanel Preston, Dani ganó en 2010 un premio FAME. En 2014, tras dejar temporalmente su trabajo en el cine X, Dani regresó de nuevo a sus estudios para obtener su grado de asociado. Dani ha declarado que ella es abiertamente bisexual. Dani aumentó el tamaño de sus pechos, mediante una operación de aumento de senos, a finales de 2015.

## Premios
- 2010: Premios XBIZ nominada por New Starlet of the Year[4]
- 2011: Premios AVN nominada por Mejor Escena de Sexo Grupal - BatfXXX: Dark Night.[5]
- 2011: Premios AVN nominada por Mejor Escena de Sexo Grupal - Bonny & Clide.[5]